# Stoppelbrennen
Unter Stoppelbrennen versteht man das absichtliche Verbrennen von landwirtschaftlichen Abfällen, die nach der Ernte von Getreide wie Reis und Weizen zurückbleiben.

## Auswirkungen
Die Verbrennung von landwirtschaftlichen Abfällen hat sowohl positive als auch negative Auswirkungen. 

### Positive Effekte
- Billiger und einfacher als andere Beseitigungsmethoden[1]
- Hilft bei der Bekämpfung von Schädlingen und Unkraut[2]
- Kann die Stickstoffbindung verringern[3]

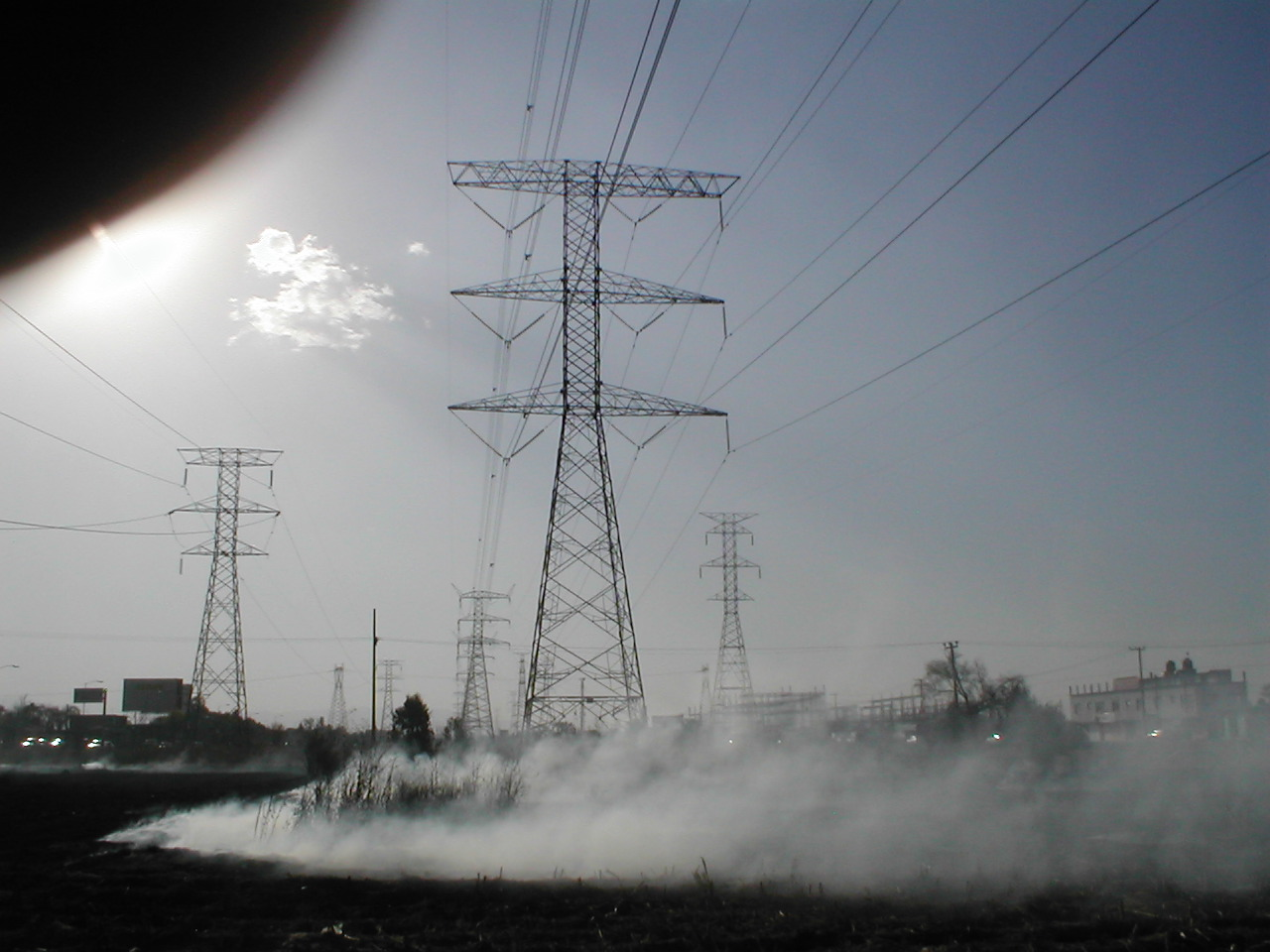
Schadstoffhaltiger Rauch aus der Verbrennung

### Schädliche Auswirkungen
- Verlust von Nährstoffen[4]
- Verschmutzung durch Rauch.[5][6] Einschließlich Treibhausgase und andere, die die Ozonschicht schädigen[7]
- Gefahr der unkontrollierten Ausbreitung von Bränden[8]

### Alternativen zur Verbrennung von landwirtschaftlichen Abfällen
Mehrere Unternehmen weltweit verwenden landwirtschaftliche Reststoffe zur Herstellung neuer Produkte. Landwirtschaftliche Abfälle können als Rohstoffe für neue Anwendungen dienen, z. B. für Papier und Pappe, Öle auf Biobasis, Leder, Kraftstoffe und Kunststoffe.

## Gesetzgebung und Praxis
Die Gesetzgebung verbietet in vielen Ländern inzwischen das Verbrennen landwirtschaftlicher Abfälle und somit auch das Abbrennen der Felder. Mancherorts wird es jedoch noch immer praktiziert. Ausgenommen von dem Verbot sind in vielen Ländern Brauchtumsfeuer zu bestimmten traditionellen Anlässen.

### Europäische Union
In der Europäischen Union rät die Gemeinsame Agrarpolitik dringend vom Verbrennen landwirtschaftlicher Abfälle ab.

### Deutschland
In Deutschland war das Abbrennen von Feldern früher vielerorts üblich; es gab hierfür bestimmte Brenntage, z. B. einen bestimmten Wochentag. Inzwischen ist dies in den meisten Bundesländern nur noch ausnahmsweise erlaubt. Die Verordnung über die Beseitigung von pflanzlichen Abfällen durch Verbrennen außerhalb von Abfallbeseitigungsanlagen regelt die Handhabung je nach Bundesland.

### Österreich
In Österreich ist – von ganz bestimmten Ausnahmen abgesehen – das Verbrennen außerhalb der dafür bestimmten Anlagen verboten.

### Schweiz
In der Schweiz wird die Zulässigkeit des Verbrennens vor allem von den zu erwartenden Immissionen abhängig gemacht.

### Portugal
Unabhängig von der Jahreszeit ist das Verbrennen von Schutt, Haufen und anderen forst- und landwirtschaftlichen Abfällen ohne vorherige Genehmigung oder Vorankündigung verboten. Geldbußen bei Verstößen können bis zu 60.000 € betragen.

### Vereinigtes Königreich
Die Verbrennung von landwirtschaftlichen Abfällen ist im Vereinigten Königreich seit 1993 verboten. Eine wahrgenommene Zunahme von Acker-Fuchsschwanzgras, insbesondere der herbizidresistenten Varianten, hat dazu geführt, dass sich einige Ackerbauern für die Wiedereinführung des Verbrennens einsetzen.

### Vereinigte Staaten
In den Vereinigten Staaten sind Brände in den Staaten des Mittleren Westens recht verbreitet, aber einige Staaten wie Oregon regeln diese Praxis.

### Kanada
In einigen kanadischen Provinzen ist die Verbrennung von landwirtschaftlichen Abfällen mit Genehmigung erlaubt, so auch in Manitoba, wo schätzungsweise 5 % der Landwirte dies im Jahr 2007 taten.

### Indien

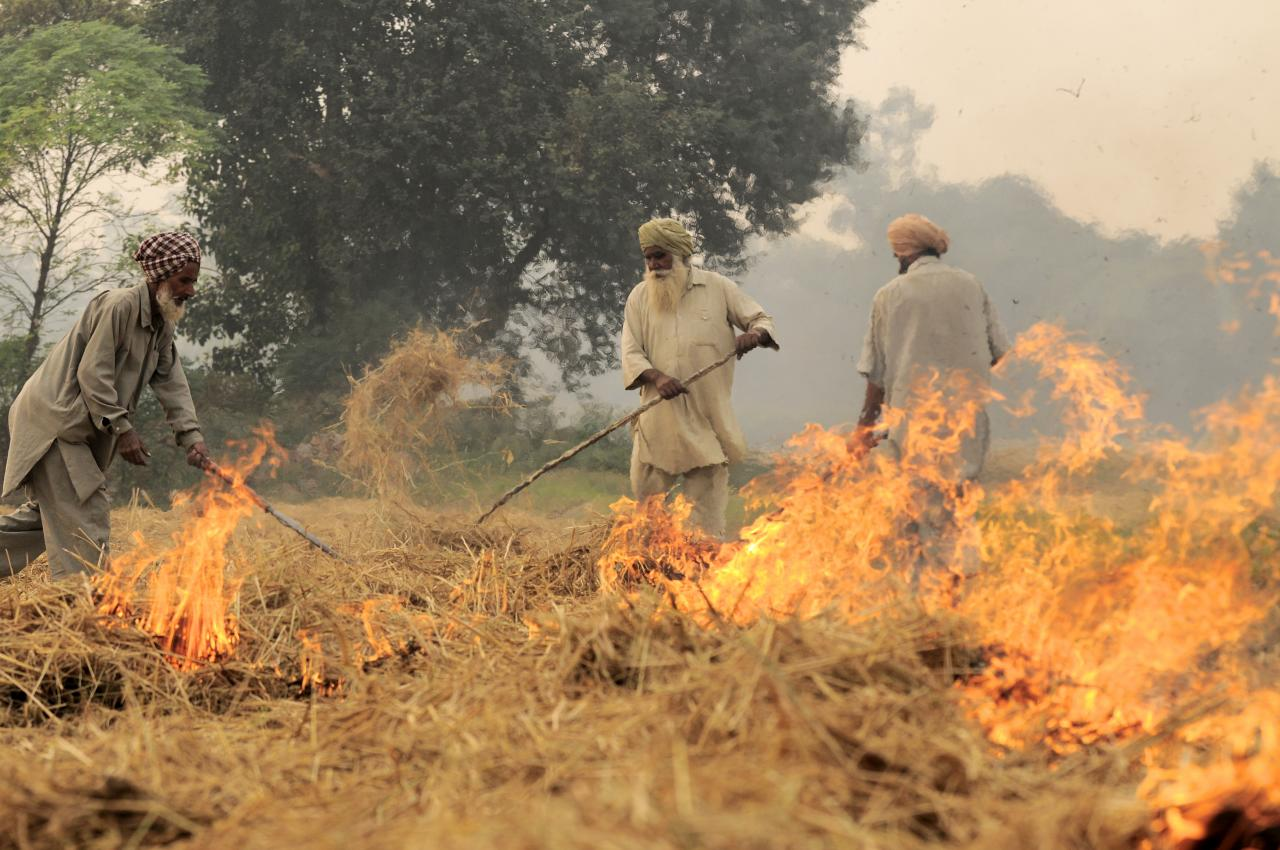
Verbrennung von Reisrückständen im südöstlichen Punjab, Indien, vor der Weizensaison

In Nordindien wird das Verbrennen landwirtschaftlicher Abfälle trotz eines Verbots des Punjab Pollution Control Board seit den 1980er Jahren weiterhin praktiziert. Die Behörden sind dabei, dieses Verbot proaktiver durchzusetzen und Alternativen zu erforschen.

### China
In China ist das Verbrennen von landwirtschaftlichen Abfällen von der Regierung verboten, dennoch ist diese Praxis nach wie vor recht verbreitet.